# Biliński (herb szlachecki)
Biliński – polski herb szlachecki, odmiana herbu Sas.

## Opis herbu
Opis z wykorzystaniem zasad blazonowania, zaproponowanych przez Alfreda Znamierowskiego:
W polu błękitnym nad półksiężycem złotym, na rogach którego po sześcioramiennej gwieździe czerwonej, strzała srebrna grotem do góry.
W klejnocie nad hełmem w koronie pięć piór strusich, ukośnie na dół strzałą przeszytych.

## Najwcześniejsze wzmianki
Herb pojawia się po raz pierwszy w niemieckich herbarzach Siebmachera (1854-94) i Hefnera (1864).

## Herbowni
Tadeusz Gajl podaje dwie rodziny herbownych:
Biliński, Hur.